# Каминский, Иван Иванович
Иван Иванович Каминский (20.10.1912-18.02.1969) — директор ЛОЭП «Светлана» (1961—1969), лауреат Государственной премии СССР.

## Биография
Родился 20.10.1912 в Санкт-Петербурге. Окончил Ленинградский политехникум железнодорожного транспорта (1935) и Ленинградский институт металлообработки (1939), работал на оборонных предприятиях.
Участник войны, командир роты морской пехоты. Награждён медалью «За оборону Ленинграда».
В 1942—1944 г. директор электровакуумного заводе в Фрязине (Подмосковье) (завод № 747). Награждён орденом «Знак Почёта» (21.01.1944). В 1944—1948 гг. директор ленинградского завода «Электроаппарат».
В 1948—1950 гг. председатель Свердловского райисполкома Ленинграда.
С 1950 г. на заводе «Светлана»: начальник машиностроительного цеха, зам. главного инженера, начальник ОКБ, с 1961 г. директор завода, с 1962 г. генеральный директор производственного объединения «Светлана».
По совместительству с 1967 г. зав. кафедрой химии и технологии электровакуумных материалов ЛПИ.
Под его руководством из завода и нескольких КБ было создано НПО электронного приборостроения.
Лауреат Государственной премии СССР (1967).
Умер в Ленинграде 18.02.1969. Похоронен на Богословском кладбище.